# Joseph Agbeko
Joseph Agbeko est un boxeur ghanéen né le 22 mars 1980 à Accra.

## Carrière
Combattant en poids coqs, il devient champion d'Afrique en 2000 puis champion WBF (ceinture internationale mineure) en 2001. Il est ensuite battu aux points par Wladimir Sidorenko en 2004 mais devient la même année champion du Commonwealth.
Le 29 septembre 2007, Agbeko stoppe Luis Alberto Pérez à la 7e reprise et s'empare du titre IBF. Il remet sa ceinture en jeu le 11 décembre 2008 face à William Gonzalez qu'il bat aux points en 12 rounds puis le 11 juillet 2009 face à Vic Darchinyan, champion unifié des super-coqs, qu'il domine également aux points,.
Le 31 octobre 2009, il perd son titre face au colombien Yonnhy Pérez en 12 rounds à l'unanimité des juges, mais remporte le combat revanche le 11 décembre 2010. Joseph Agbeko cède néanmoins cette ceinture IBF dès le 13 août 2011 aux dépens du mexicain Abner Mares et perd également le second combat aux points le 3 décembre 2011.